# Mirvaux
Mirvaux est une commune française située dans le département de la Somme, en région Hauts-de-France.

## Géographie

### Localisation
Mirvaux est un village picard de l'Amiénois.
À vol d'oiseau, la localité est située à 6 km à l'est de Villers-Bocage, 13 km au nord-ouest de Corbie, 14 km au nord-est d'Amiens, 18 km au sud-est de Doullens, 18 km à l'ouest d'Albert et à 42 km au sud-ouest d'Arras.
Le territoire de la commune est limitrophe de ceux de cinq communes.
Les communes limitrophes sont Beaucourt-sur-l'Hallue, Molliens-au-Bois, Montigny-sur-l'Hallue, Pierregot et Rubempré.

### Hydrographie
La commune est située dans le bassin Artois-Picardie. Elle n'est drainée par aucun cours d'eau.

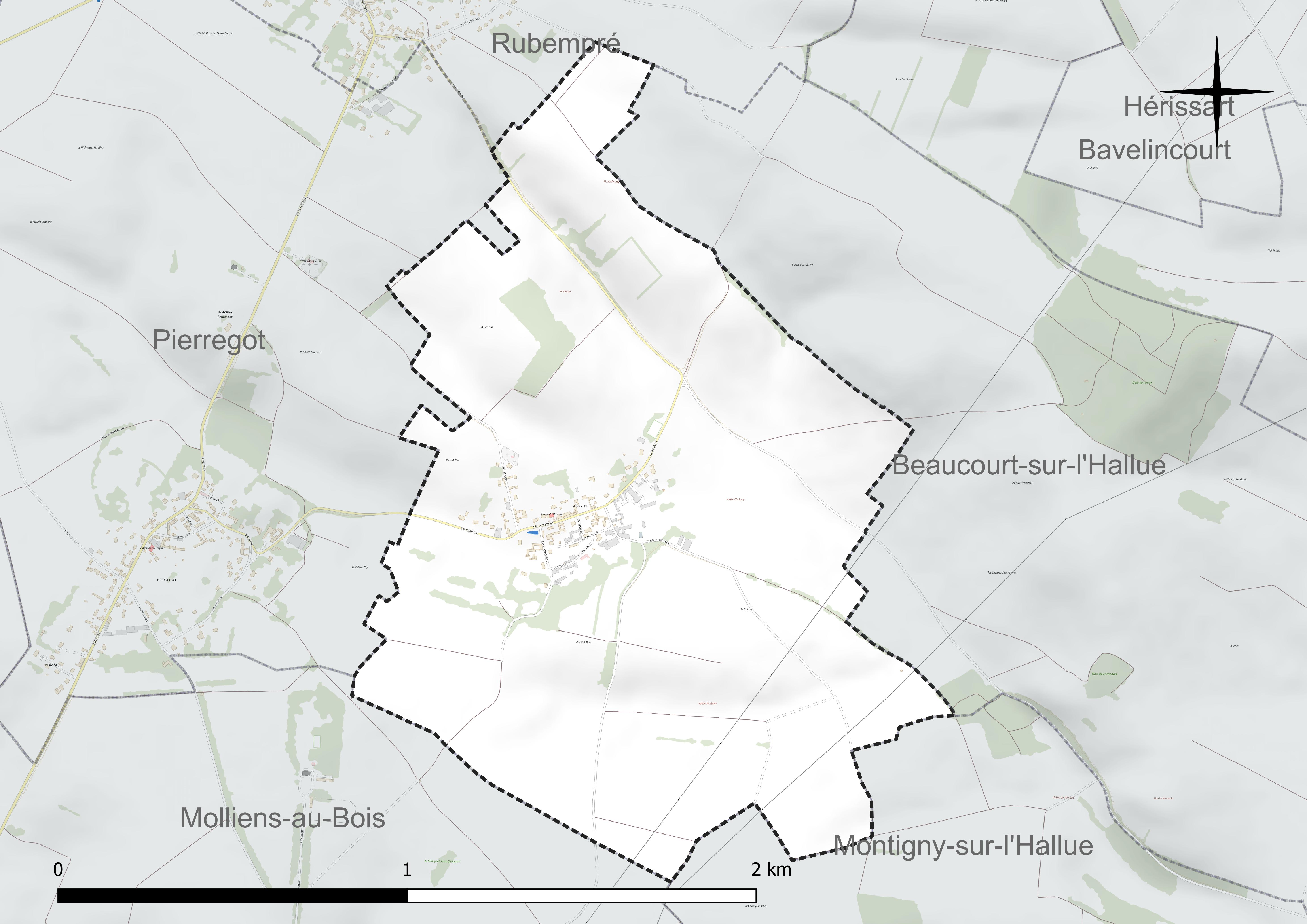
Réseau hydrographique de Mirvaux.

### Climat
Pour des articles plus généraux, voir Climat des Hauts-de-France et Climat de la Somme.
En 2010, le climat de la commune est de type climat océanique dégradé des plaines du Centre et du Nord, selon une étude du CNRS s'appuyant sur une série de données couvrant la période 1971-2000. En 2020, Météo-France publie une typologie des climats de la France métropolitaine dans laquelle la commune est exposée à un climat océanique et est dans la région climatique Nord-est du bassin Parisien, caractérisée par un ensoleillement médiocre, une pluviométrie moyenne régulièrement répartie au cours de l'année et un hiver froid (3 °C).
Pour la période 1971-2000, la température annuelle moyenne est de 10,3 °C, avec une amplitude thermique annuelle de 14,1 °C. Le cumul annuel moyen de précipitations est de 771 mm, avec 12,5 jours de précipitations en janvier et 8,7 jours en juillet. Pour la période 1991-2020, la température moyenne annuelle observée sur la station météorologique la plus proche, située sur la commune de Glisy à 14 km à vol d'oiseau, est de 11,1 °C et le cumul annuel moyen de précipitations est de 646,6 mm,. Pour l'avenir, les paramètres climatiques de la commune estimés pour 2050 selon différents scénarios d'émission de gaz à effet de serre sont consultables sur un site dédié publié par Météo-France en novembre 2022.

## Urbanisme

### Typologie
Au 1er janvier 2024, Mirvaux est catégorisée commune rurale à habitat dispersé, selon la nouvelle grille communale de densité à sept niveaux définie par l'Insee en 2022.
Elle est située hors unité urbaine. Par ailleurs la commune fait partie de l'aire d'attraction d'Amiens, dont elle est une commune de la couronne,. Cette aire, qui regroupe 369 communes, est catégorisée dans les aires de 200 000 à moins de 700 000 habitants,.

### Occupation des sols
L'occupation des sols de la commune, telle qu'elle ressort de la base de données européenne d'occupation biophysique des sols Corine Land Cover (CLC), est marquée par l'importance des territoires agricoles (100 % en 2018), une proportion identique à celle de 1990 (100 %). La répartition détaillée en 2018 est la suivante :
terres arables (86,9 %), zones agricoles hétérogènes (13,1 %). L'évolution de l'occupation des sols de la commune et de ses infrastructures peut être observée sur les différentes représentations cartographiques du territoire : la carte de Cassini (XVIIIe siècle), la carte d'état-major (1820-1866) et les cartes ou photos aériennes de l'IGN pour la période actuelle (1950 à aujourd'hui).

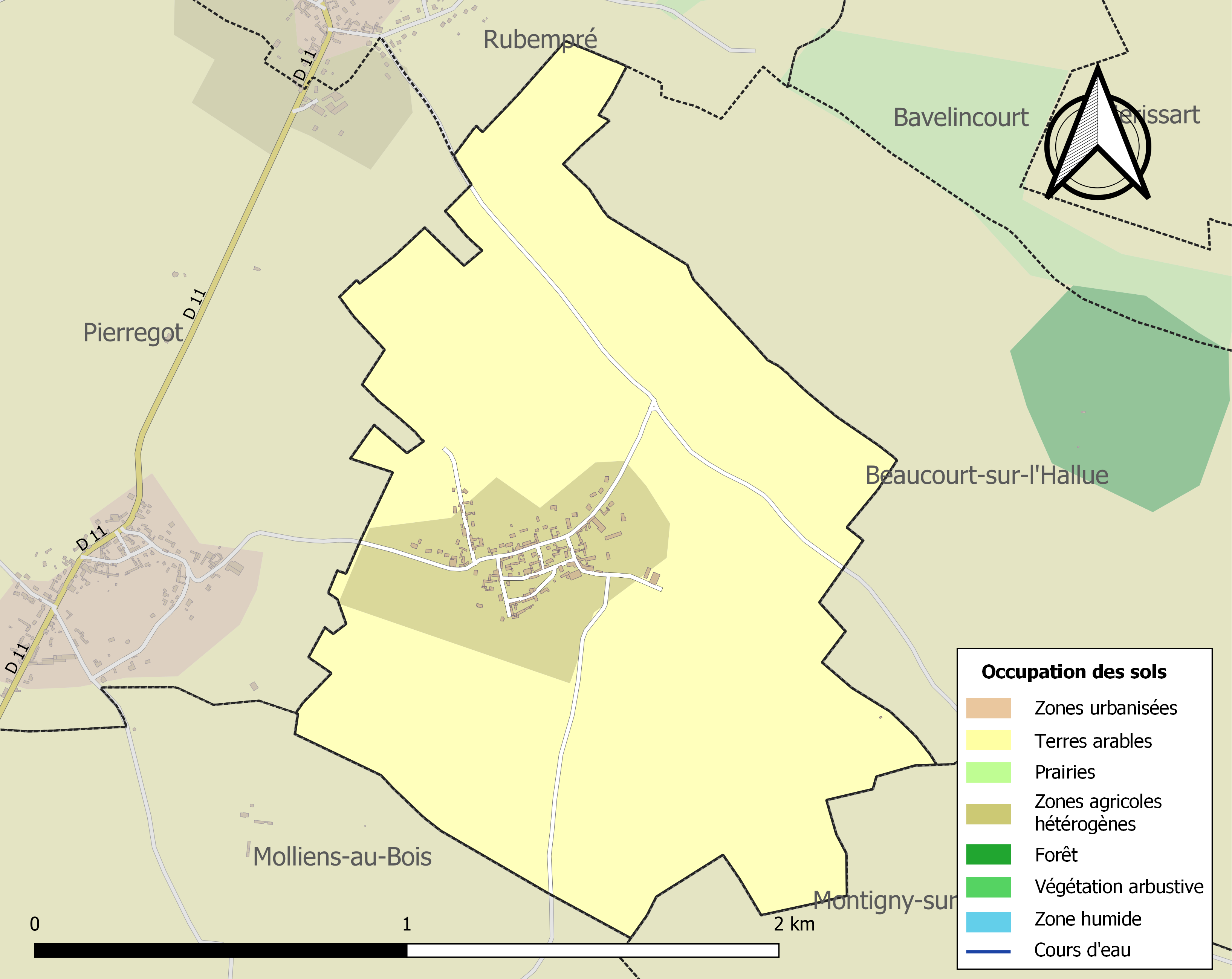
Carte des infrastructures et de l'occupation des sols de la commune en 2018 (CLC).

### Voies de communication et transports
La localité est desservie par la ligne d'autocars no 23 (Doullens - Beauquesne - Amiens) du réseau Trans'80, Hauts-de-France, tous les jours sauf le dimanche et les jours fériés.

## Toponymie
Le lieu est désigné Mirowaut dans un texte de 1184, puis sous les formes Mirvalt (1203) ; Mirouaut (1301) ; Mirovaut (1301) ; Mirrevault (1390) ; Mirevvaut (1390) ; Mirvaulx (1547) ; Miruault (1579) ; Mirvault (1610) ; Mirvastu (1621) ; Mirwa (1657) ; Mirevault (1728) ; Mireveault (1757) ; Mirvant (1753) ; Millegaut (1761) ; Mireveaut (1764) ; Mirvaux (1764) ; Mirevaux (1826-27).
De l'ancien occitan mirar « regarder », avec le terme germanique wald « bois », désignait un « domaine situé prés d'un bois ».

## Histoire
Mirvaux a été le siège d'une seigneurie appartenant à l'évêque d'Amiens, et comprenant un manoir avec moulin et four banaux.
Des fabricants de grès exercent dans le village au Moyen Âge et ont produit matériaux pour le soubassement de la cathédrale d'Amiens au XIIIe siècle.
Le village subit des destructions de guerre au XVIIe siècle : incendie en 1636, lors de la guerre de Trente Ans, pillage en 1650, pendant la Fronde. Les muches (souterrains-refuges), redécouverts à la fin du XIXe siècle par le curé de Mirvaux, témoignent de cette histoire tumultueuse.
Un ermitage mentionné au XVIIIe siècle, a disparu.

## Politique et administration

### Rattachements administratifs et électoraux
La commune se trouve dans l'arrondissement d'Amiens du département de la Somme. Pour l'élection des députés, elle fait partie depuis 2012 de la quatrième circonscription de la Somme.
Elle faisait partie depuis 1801 du canton de Villers-Bocage. Dans le cadre du redécoupage cantonal de 2014 en France, elle est désormais intégrée au canton de Corbie.

### Intercommunalité
La commune était membre de la communauté de communes Bocage Hallue créée le 28 décembre 1999.
Dans le cadre des dispositions de la loi portant nouvelle organisation territoriale de la République du 7 août 2015, qui prévoit que les établissements publics de coopération intercommunale (EPCI) à fiscalité propre doivent avoir un minimum de 15 000 habitants, les Bernavillois, du Doullennais et de Bocage Hallue fusionnent pour former le 1er janvier 2017 la communauté de communes du Territoire Nord Picardie.

### Liste des maires
| Période                                  | Période                      | Identité          | Étiquette            | Qualité                                    |
| ---------------------------------------- | ---------------------------- | ----------------- | -------------------- | ------------------------------------------ |
| Les données manquantes sont à compléter. |                              |                   |                      |                                            |
| 1995                                     | 2001                         | Gérard Cazé       |                      |                                            |
| mars 2001                                | 24 août 2017                 | Jocelyne Souart   | EXG [réf. souhaitée] | Démissionnaire                             |
| octobre 2017                             | En cours (au 8 octobre 2020) | M. Camille Corsyn |                      | Agriculteur Réélu pour le mandat 2020-2026 |

## Démographie
L'évolution du nombre d'habitants est connue à travers les recensements de la population effectués dans la commune depuis 1793. Pour les communes de moins de 10 000 habitants, une enquête de recensement portant sur toute la population est réalisée tous les cinq ans, les populations de référence des années intermédiaires étant quant à elles estimées par interpolation ou extrapolation. Pour la commune, le premier recensement exhaustif entrant dans le cadre du nouveau dispositif a été réalisé en 2004.

En 2022, la commune comptait 120 habitants, en évolution de −20,53 % par rapport à 2016 (Somme : −1,26 %, France hors Mayotte : +2,11 %).
| 1793 | 1800 | 1806 | 1821 | 1831 | 1836 | 1841 | 1846 | 1851 |
| ---- | ---- | ---- | ---- | ---- | ---- | ---- | ---- | ---- |
| 500  | 498  | 496  | 555  | 580  | 523  | 524  | 519  | 491  |

| 1856 | 1861 | 1866 | 1872 | 1876 | 1881 | 1886 | 1891 | 1896 |
| ---- | ---- | ---- | ---- | ---- | ---- | ---- | ---- | ---- |
| 431  | 389  | 384  | 347  | 310  | 281  | 262  | 240  | 216  |

| 1901 | 1906 | 1911 | 1921 | 1926 | 1931 | 1936 | 1946 | 1954 |
| ---- | ---- | ---- | ---- | ---- | ---- | ---- | ---- | ---- |
| 200  | 181  | 172  | 120  | 114  | 105  | 96   | 91   | 86   |

| 1962 | 1968 | 1975 | 1982 | 1990 | 1999 | 2004 | 2006 | 2009 |
| ---- | ---- | ---- | ---- | ---- | ---- | ---- | ---- | ---- |
| 79   | 66   | 61   | 105  | 130  | 144  | 153  | 156  | 146  |

| 2014 | 2019 | 2022 | - | - | - | - | - | - |
| ---- | ---- | ---- | - | - | - | - | - | - |
| 150  | 130  | 120  | - | - | - | - | - | - |

## Culture locale et patrimoine

### Lieux et monuments
- L'église placée sous le vocable de saint Martin, se dresse dans la partie sud du village, au pied d'une colline dont le bas était jadis occupé par le cimetière ainsi qu'en témoignent les bases de croix funéraires.

Les arcades en arc brisé, aujourd'hui murées, qui forment la façade septentrionale de la nef sont la partie la plus ancienne de l'église (XVIe siècle). Elles témoignent de la présence d'un ancien collatéral.
Le chœur et le portail occidental paraissent avoir été reconstruits au XVIIIe siècle (travaux d'agrandissement signalés en 1733). Le mur pignon à l'ouest fait un large emploi du grès (remploi de matériaux du collatéral détruit ?).
La sacristie en brique qui flanque l'abside du côté sud est une adjonction réalisée en 1888. Elle a remplacé un bâtiment que le desservant avait fait construire à ses frais. Auparavant, il n'existait pas de sacristie : les ornements du culte étaient conservés dans les maisons voisines,.
L'église comprend notamment des fonts baptismaux du XIIe siècle,, un autel et son tabernacle en bois sculpté peint du XVIIIe siècle ainsi qu'une chaire en chêne taillé et gravé du XVIIIe ou du XIXe siècle et un grand Christ en Croix  en bois taillé, peint, polychrome du XIXe siècle.
On peut noter de nombreux autres objets cultuels et décorations, dont une Vierge à l'Enfant au livre, en pierre polychrome du XVe siècle et deux Vierge à l'enfant, l'une en bois peint polychrome du XIXe siècle et l'autre en craie peinte polychrome du XVe siècle, une statue en bois polychrome du XIXe siècle de saint Nicolas de Bari eu une de sainte Catherine d'Alexandrie faisant face à celle de saint-Martin, en bois du XVIIIe siècle, un ciboire en argent ciselé de la fin du XVIIIe siècle et du début du XIXe siècle, et un tableau d'autel peint par l'abbé Roger, curé de Frettemolle au XIXe siècle, représentant la Charité de saint Martin.
- La mairie-école, construite sur les plans de l'architecte Charles Billoré par l'entrepreneur Gente, de Vignacourt, a été réceptionnée en 1884. Elle a été réalisée en briques et pierre blanche, avec un corps central de trois travées souligné par la présence d'une horloge, d'un épi de faîtage, et d'un étage carré. Deux ailes en rez-de-chaussée présentant un toit à longs pans, avec des pignons découverts en pas de moineau encadrent le corps central. Il s'agit d'un équipement municipal soigné représentatif des mairies-écoles élevées dans les années 1880 dans les petites communes rurales[46].
- Le cimetière, transféré à son emplacement actuel en 1860, est dominé par la chapelle funéraire édifiée par le chanoine Valembert, et par une croix en ferronnerie érigée dans la partie orientale, sur une base en grès[47].
- Mirvaux se signale notamment par la prédominance des constructions en torchis datant du XIXe siècle. On peut notamment remarquer :
  - ancienne ferme, 10 rue de la Chaussée et 2 rue de Bruges, comprenant deux logis traditionnels édifiés en torchis sur solin de brique, du XIXe siècle, et désormais convertis en dépendances[48] ;
  - ancienne ferme, 2 rue de l'Église, comprenant deux logis : l'un, en torchis, date du XIXe siècle et occupe la position en fond de cour traditionnelle, et l'autre a été édifié en brique le long de la rue de l'Église, en 1913[49] ;
  - ancien café et ferme, 9 rue de Festonval, en torchis et en briques, du XIXe siècle[50].

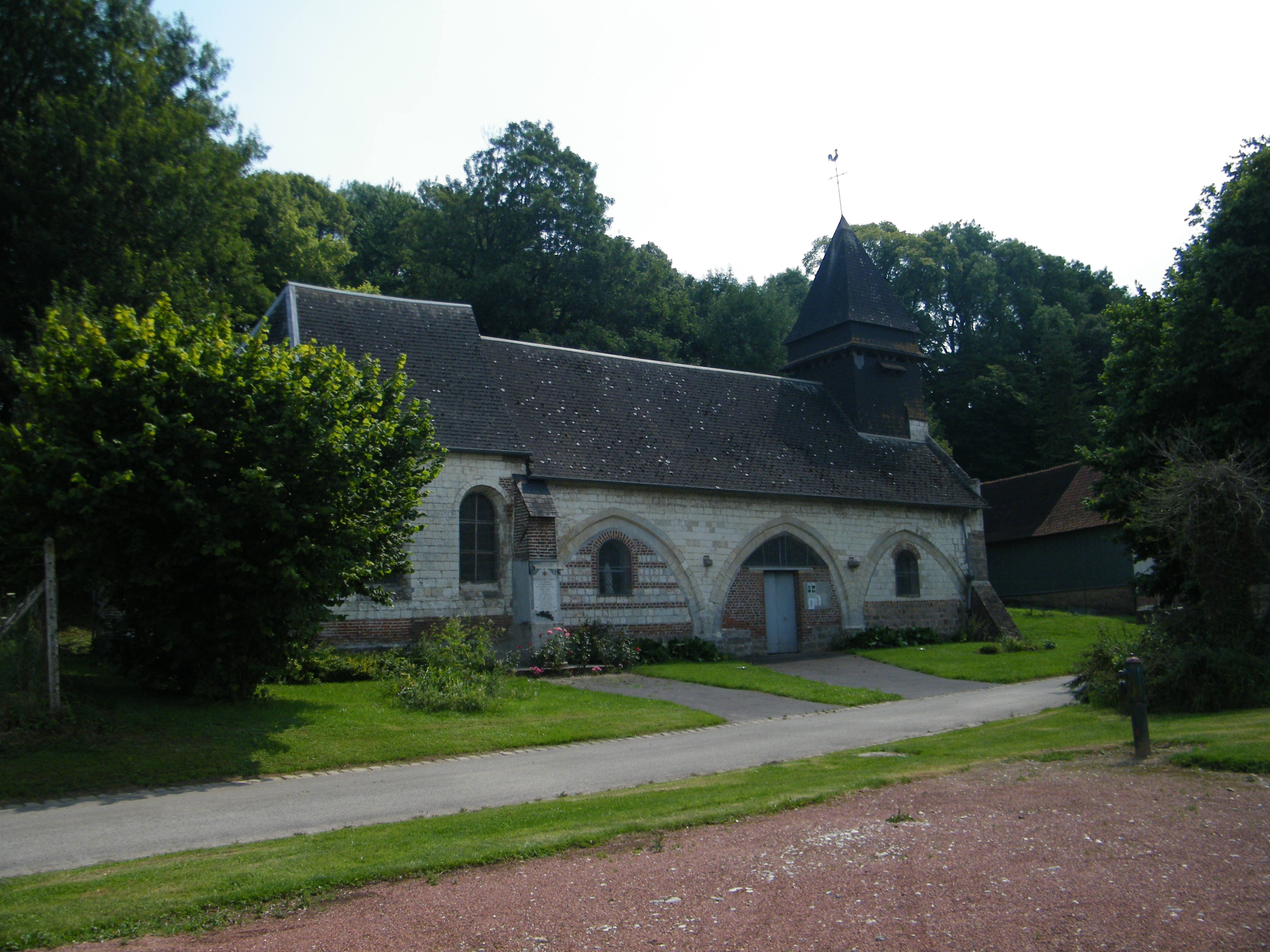
L'église Saint-Martin.
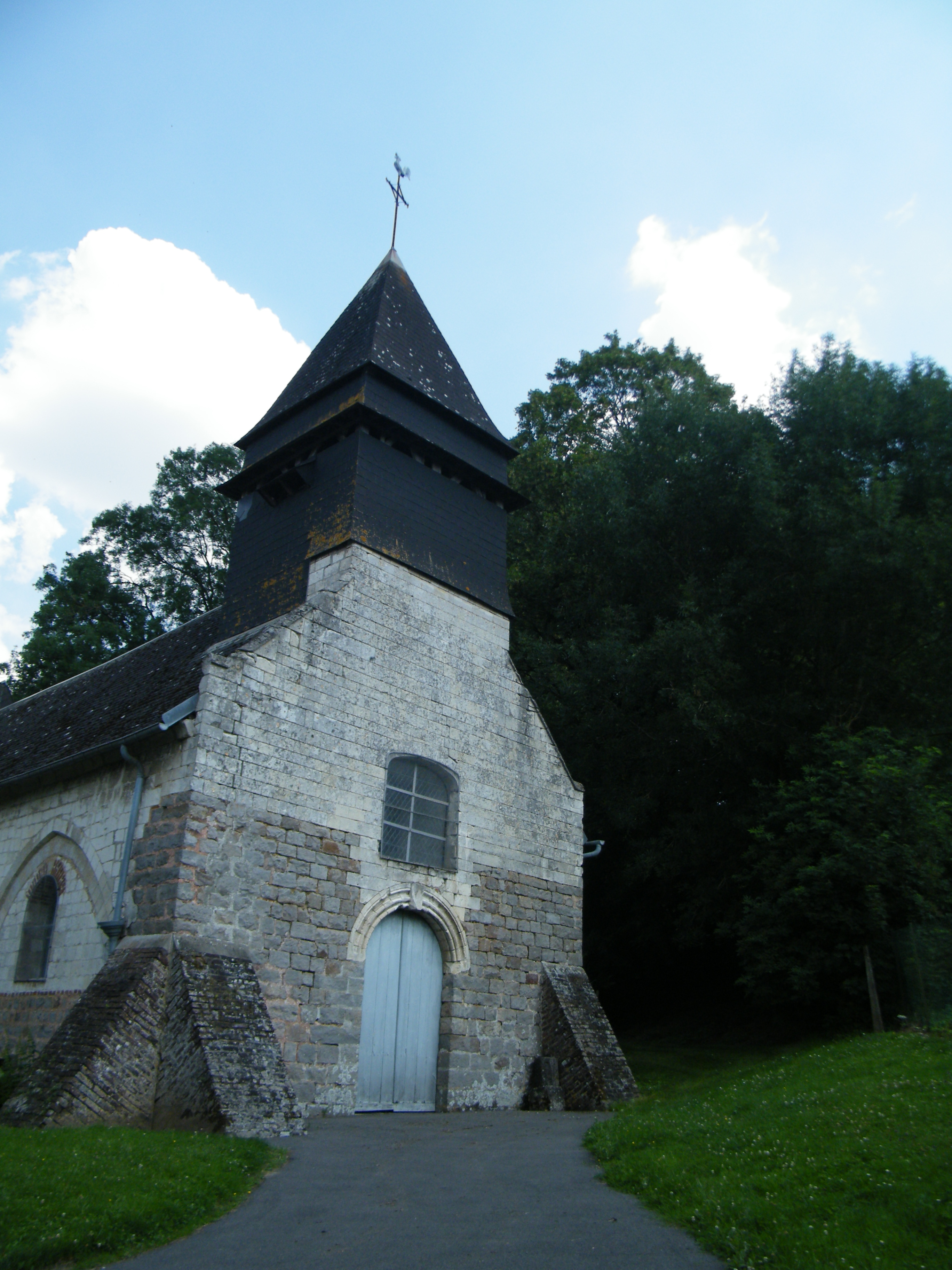
Vue du clocher.
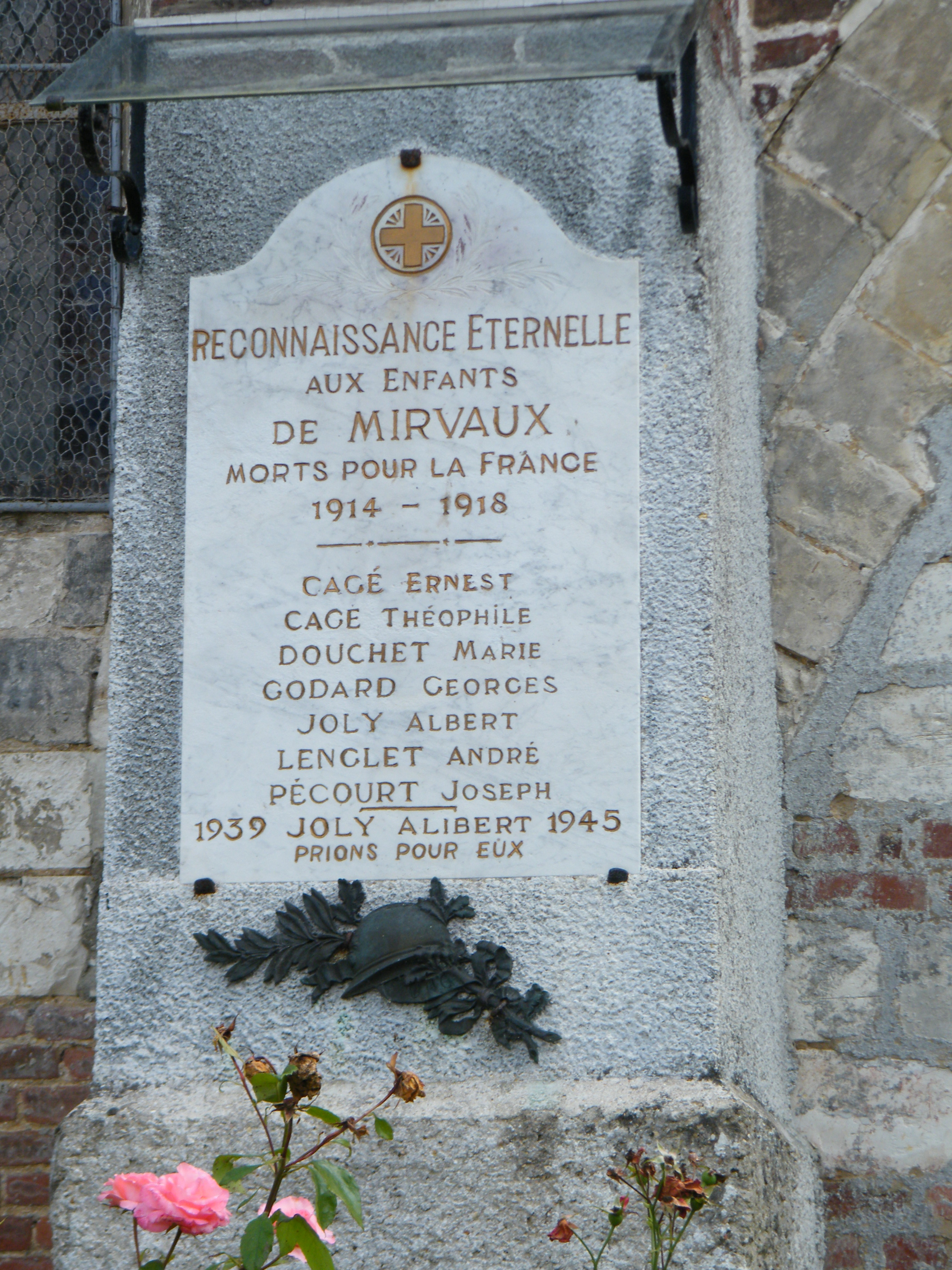
Monument aux morts.